# Peter Watson
Peter Watson, född 30 maj 1947, är en friidrottare från Australien. Han deltog vid olympiska sommarspelen 1968.
Efter friidrottskarriären innehade han olika positioner på postverket innan han blev politiker. 2001 valdes han in för arbetarpartiet i Western Australias delstatsparlament där han satt till 2021. Mellan 2017 och 2021 var han parlamentets talman.